# Simon Wennberg

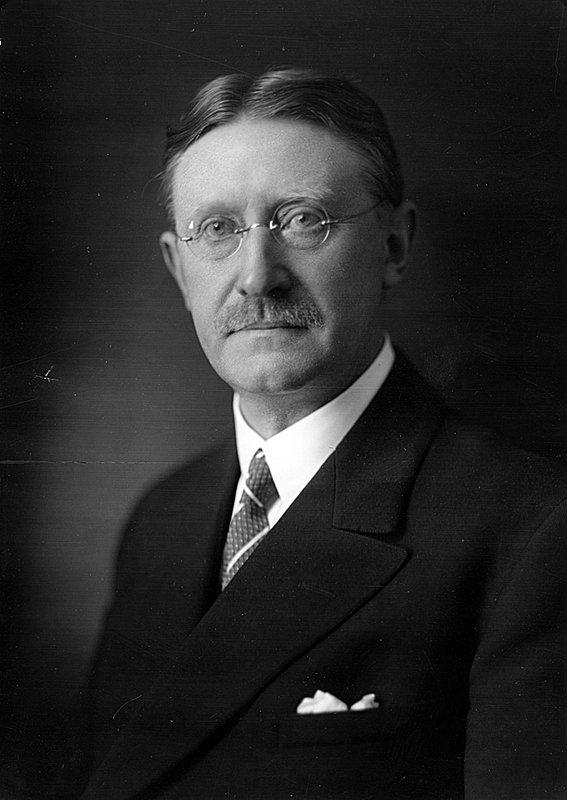
Simon Wennberg.

Olof Simon Wennberg, född den 5 januari 1879 i Karlstad, död där den 25 augusti 1950, var en svensk företagsledare. Han var far till Curt Wennberg.
Efter att ha genomgått Örebro tekniska läroverk 1899 var Wennberg anställd som ritare och verkstadsingenjör vid Klosters aktiebolag 1900–1902. Han reste till Förenta staterna och vistades där 1902–1904, varefter han var ingenjör och teknisk chef 1905–1925 och verkställande direktör 1925–1944 i aktiebolaget C.J. Wennbergs mekaniska verkstad. Wennberg var även kommunalman i hemstaden Karlstad. Han blev riddare av Vasaorden 1938. Wennberg vilar på Västra kyrkogården i Karlstad.